# Athens Twilight Criterium
L'Athens Twilight Criterium est une course cycliste américaine disputée à Athens, dans l'État de Géorgie. Épreuve réputée du calendrier national, elle est élue à plusieurs reprises meilleur critérium américain de la saison par plusieurs magazines et sondages cyclistes du pays.
Elle est créée en 1980 sur l'initiative de Gene Dixon, ancien cycliste amateur et gérant d'un magasin de cycles durant les années 1970, sous la forme d'un critérium cycliste organisée en nocturne, une première dans l'histoire du pays.
L'édition 2020 est annulée en raison du contexte sanitaire lié à la pandémie de Covid-19.

## Palmarès

### Élites Hommes
| Année | Vainqueur           | Deuxième              | Troisième                |
| ----- | ------------------- | --------------------- | ------------------------ |
| 1980  | Danny Clark         |                       |                          |
| 1981  | Danny Clark         |                       |                          |
| 1982  | Steve Bauer         |                       |                          |
| 1983  | Alex Stieda         |                       |                          |
| 1984  | Davis Phinney       |                       |                          |
| 1985  | Alan McCormack (en) |                       |                          |
| 1986  | Tom Schuler (en)    |                       |                          |
| 1987  | Jeff Pierce         |                       |                          |
| 1988  | Jim Copeland (en)   |                       |                          |
| 1989  | Doug Shapiro        | John Brady            | Greg LeMond              |
| 1990  | Steve Speaks        |                       |                          |
| 1991  | Rick Strooper       |                       |                          |
| 1992  | Greg Oravetz        |                       |                          |
| 1993  | Malcolm Elliott     |                       |                          |
| 1994  | Thomas Craven       |                       |                          |
| 1995  | Scott Fortner       | Chris Horner          | Mike McCarthy            |
| 1996  | Chris Horner        |                       |                          |
| 1997  | Todd Littlehales    |                       |                          |
| 1998  | Roberto Gaggioli    | John Lieswyn          | Derek Bouchard-Hall (en) |
| 1999  | Frank McCormack     | Robbie Ventura (en)   | Gordon Fraser            |
| 2000  | Gordon Fraser       | Graeme Miller         | Trent Klasna             |
| 2001  | Graeme Miller       | Trent Klasna          | Kevin Monahan            |
| 2002  | Gordon Fraser       | David McCook          | Jonas Carney             |
| 2003  | Dan Schmatz         | Mark Walters          | Jonas Carney             |
| 2004  | Dan Schmatz         | Emile Abraham         | Dan Schmatz              |
| 2005  | Vassili Davidenko   | Iván Domínguez        | Alejandro Actón          |
| 2006  | Vassili Davidenko   | Juan José Haedo       | Gordon Fraser            |
| 2007  | Mark Hekman         | Joshua Thornton       | Trent Wilson             |
| 2008  | Rahsaan Bahati      | Lucas Sebastián Haedo | Ken Hanson               |
| 2009  | Heath Blackgrove    | Mark Hekman           | Adrian Hegyvary          |
| 2010  | Karl Menzies        | Alessandro Bazzana    | Hilton Clarke            |
| 2011  | Luca Damiani        | Boy van Poppel        | Christian Helmig         |
| 2012  | Luke Keough         | John Murphy           | Emile Abraham            |
| 2013  | Kevin Mullervy      | Carlos Alzate         | Frank Travieso           |
| 2014  | Daniel Holloway     | Tyler Magner          | Frank Travieso           |
| 2015  | Daniel Holloway     | Rubén Companioni      | Frank Travieso           |
| 2016  | Ryan Aitcheson      | Oscar Clark           | Bobby Lea                |
| 2017  | John Murphy         | Tyler Magner          | Julio Padilla            |
| 2018  | John Murphy         | Bryan Gómez           | Frank Travieso           |
| 2019  | Roderyck Asconeguy  | Daniel Summerhill     | John Harris              |
| 2020  | annulé              |                       |                          |
| 2021  | Tyler Williams      | Daniel Summerhill     | Spencer Moavenzadeh      |
| 2022  | Bryan Gómez         | Tyler Magner          | Liam White               |
| 2023  | Bryan Gómez         | Daniel Summerhill     | Robin Carpenter          |
| 2024  | Thomas Gibbons      | Daniel Summerhill     | Robin Carpenter          |
| 2025  | Clever Martínez     | William Hardin        | Jim Brown                |

### Élites Femmes
| Année | Vainqueur           | Deuxième            | Troisième                  |
| ----- | ------------------- | ------------------- | -------------------------- |
| 1998  | Jennifer Evans      | Annette Kamm        | Sherri Stedje              |
| 2000  | Sarah Ulmer         | Shannon Hutchinson  | Suzanne Sonye (en)         |
| 2001  | Anna Millward       | Ina-Yoko Teutenberg | Laura Van Gilder           |
| 2002  | Ina-Yoko Teutenberg | Tina Mayolo-Pic     | Becky Conzelman            |
| 2003  | Candice Blickem     | Tina Mayolo-Pic     | Gina Grain                 |
| 2004  | Tina Mayolo-Pic     | Laura Van Gilder    | Gina Grain                 |
| 2005  | Shannon Hutchinson  | Lauren Franges      | Sarah Uhl                  |
| 2006  | Jennifer McCrae     | Tina Pic            | Shannon Hutchison          |
| 2007  | Katharine Carroll   | Iona Wynter (en)    | Chrissy Ruiter             |
| 2008  | Rebecca Larson      | Catherine Cheatley  | Jennifer Wilson            |
| 2009  | Brooke Miller       | Tina Pic            | Jennifer McRae             |
| 2010  | Theresa Cliff-Ryan  | Samantha Schneider  | Erica Allar                |
| 2011  | Theresa Cliff-Ryan  | Erica Allar         | Christina Gokey-Smith (en) |
| 2012  | Erica Allar         | Laura Van Gilder    | Sarah Fader                |
| 2013  | Erica Allar         | Theresa Cliff-Ryan  | Cari Higgins               |
| 2014  | Tina Pic            | Samantha Schneider  | Liza Rachetto (en)         |
| 2015  | Tina Pic            | Samantha Schneider  | Laura Van Gilder           |
| 2016  | Marie-Soleil Blais  | Sara Tussey (en)    | Erica Allar                |
| 2017  | Peta Mullens        | Rebecca Wiasak      | Tina Pic                   |
| 2018  | Samantha Schneider  | Erica Allar         | Harriet Owen               |
| 2019  | Julie Kuliecza (en) | Michaela Drummond   | Emily Spence               |
| 2020  | annulé              |                     |                            |
| 2021  | Skylar Schneider    | Maggie Coles-Lyster | Rachel Langdon             |
| 2022  | Kendall Ryan        | Alexis Ryan         | Jennifer Valente           |
| 2023  | Alexis Ryan         | Andrea Cyr          | Erica Zaveta (en)          |
| 2024  | Alexis Magner       | Coryn Labecki       | Harriet Owen               |
| 2025  | Alexis Magner       | Arielle Martin      | Kendall Ryan               |